# عبدالعزیز مجرشی (بازیکن فوتبال، زاده ۱۹۹۶)
عبدالعزیز مجرشی (عربی: عبد العزيز مجرشي؛ زادهٔ ۱۰ مارس ۱۹۹۶) بازیکن فوتبال اهل عربستان سعودی است.
از باشگاه‌هایی که وی در آن بازی کرده است می‌توان به الاتفاق اشاره کرد.